# 圣赫勒拿

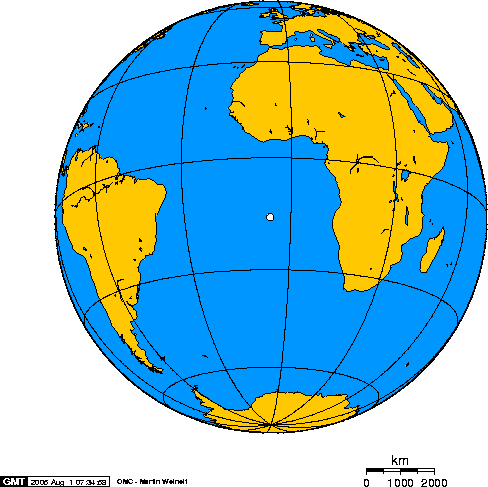
正投影圖

聖赫勒拿（英語：Saint Helena）是大西洋岛屿，主权属于英国，离非洲西岸1900公里，离南美洲东岸3400公里。圣赫勒拿岛与其北方的阿森松岛和南方的特里斯坦-达库尼亚群岛一起组成英國海外領土圣赫勒拿、阿森松和特里斯坦-达库尼亚。

## 历史
1502年5月21日葡萄牙航海家若昂·達·諾瓦在去印度的路上发现了圣赫勒拿岛。因为在羅馬天主教聖人曆中5月21日是聖赫勒拿奧古斯妲的瞻禮日，因此他们将这个岛称为圣赫勒拿岛。另有一說指當時達·諾瓦發現的是位于聖赫勒拿島南方2,430（1,510英里）的特里斯坦-达库尼亚。而聖赫勒拿島則是由埃斯特旺·达伽马的船隊在1503年7月30日發現的。当时岛上没有土著居民。后来荷兰曾经在1645年至1651年之间占领这个岛。
1659年，不列颠东印度公司占据该岛，他们建立了一个要塞詹姆斯敦（今天圣赫勒拿的首府），并在那里驻军。1673年荷兰试图重新占领圣赫勒拿岛，但没有成功。此时岛上的半数居民是从非洲而来。在苏伊士运河开通前，圣赫勒拿岛是大西洋上一个非常重要的船舶停靠基地。
英國天文學家埃德蒙·哈雷在1676-1677年间到此观测南半球星空，绘制出世界第一张南半球星图。
1815年，法蘭西第一帝國皇帝拿破崙一世被流放到厄爾巴岛。滑鐵盧戰役後，拿破崙再次成為俘虜，這一次反法同盟汲取了教訓，必須把拿破崙流放到一個四不靠的荒島，讓他永世不能再回歐洲。萬里之外的非洲孤島聖赫勒拿，無疑是最好的選擇。拿破崙一世於1821年死于岛上。
1833年，圣赫勒拿岛的所有权从东印度公司转到英国王室手中。
1869年，随着苏伊士运河开通及蒸气轮船的普及，来岛上补给的船只越来越少，圣赫勒拿岛开始萧条。1899年到1902年的第二次布尔战争中，英国曾将数千布尔战俘送到岛上看押。1906年英国将所有驻在岛上的军队撤出。
1889年，祖魯王國國王迪尼祖鲁·卡塞奇瓦约被判处监禁于圣赫勒拿岛上，刑期为10年。

## 地理
圣赫勒拿岛的地理位置是南纬15°56'，西经5°42'。圣赫勒拿本岛的面积是121平方公里。
所有属圣赫勒拿岛的岛屿都是火山岛，其中特里斯坦-达库尼亚岛上的火山至今仍然活跃。圣赫勒拿岛本岛的最高点是823米（Diana's Peak），特里斯坦-达库尼亚岛上的最高点是2060米（Queen Mary's Peak）。
圣赫勒拿本岛是温和的热带海洋性气候，特里斯坦-达库尼亚群岛属温和的温带海洋性气候。
圣赫勒拿岛上有40种当地特有的植物。阿森松岛是海龟的繁殖地。

## 人口

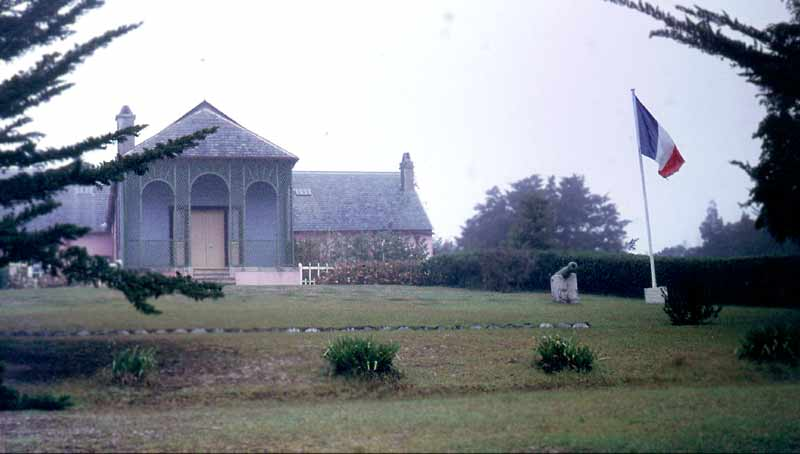
拿破崙居住过的長屋

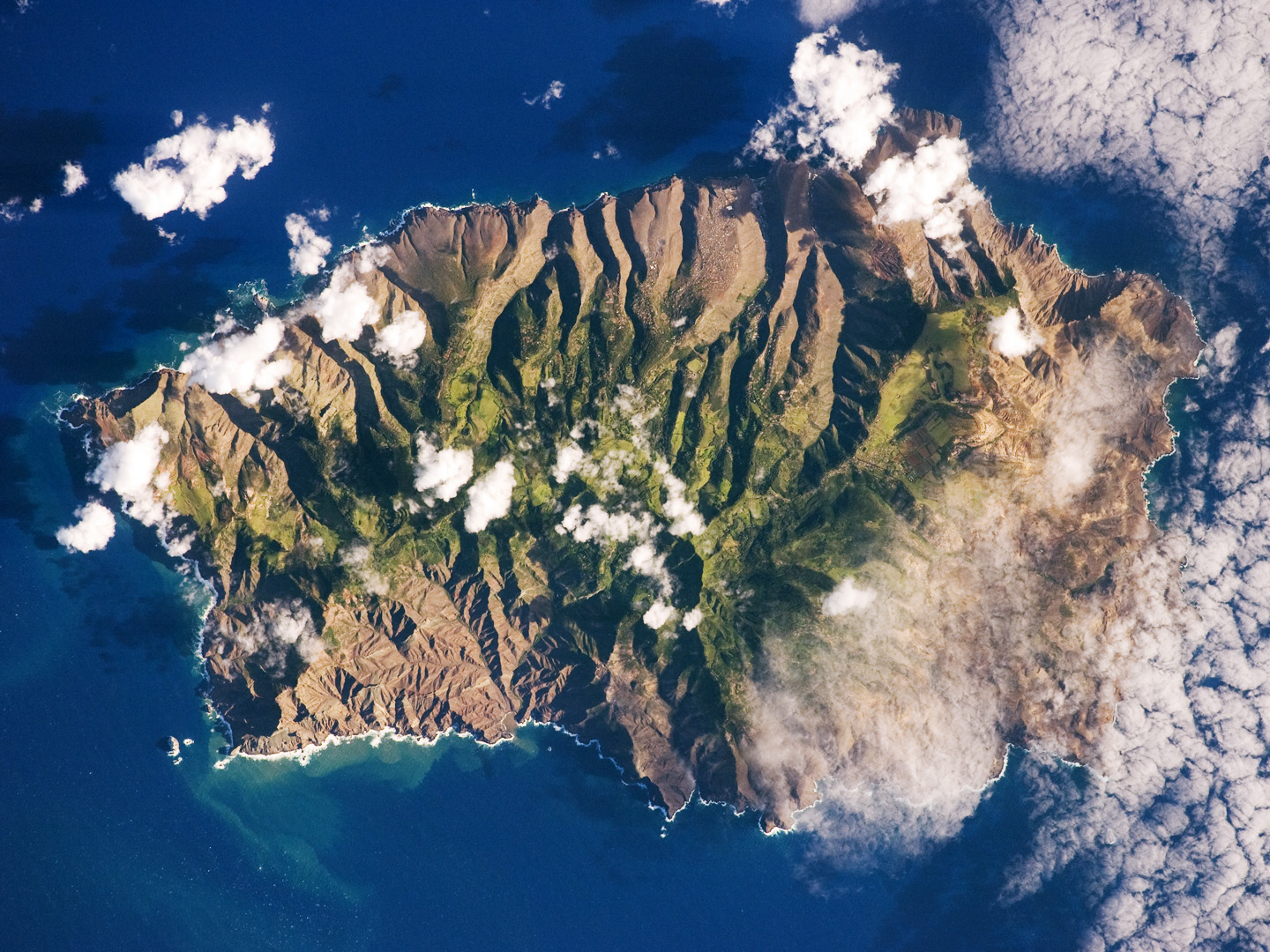
圣赫勒拿岛

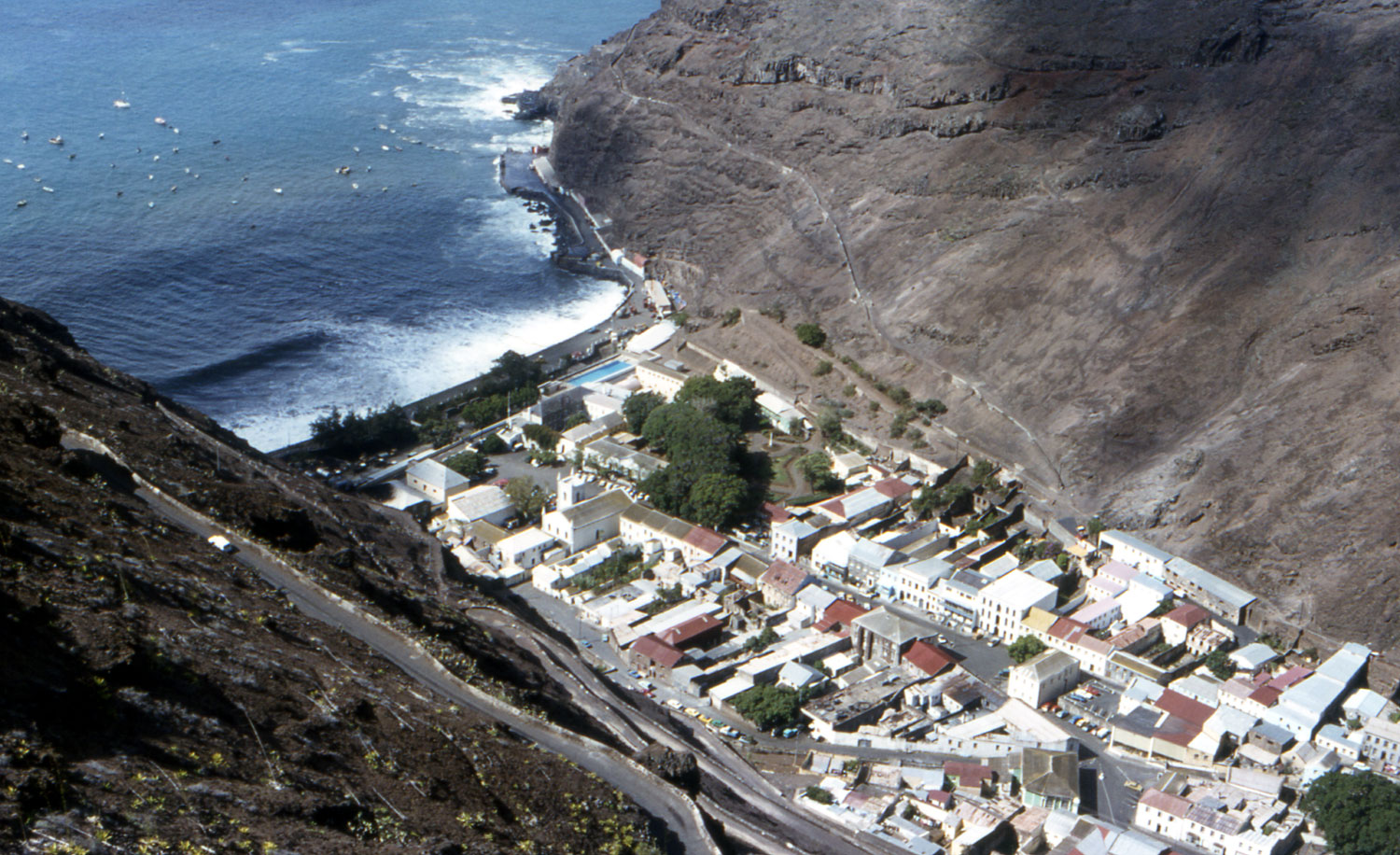
詹姆斯敦

地圖

圣赫勒拿岛的居民主要由非洲人后代和欧洲的移民组成。2021年，島上人口約4,439人，非洲人後代佔一半，亞裔和白人各佔25%。

## 政治
聖赫勒拿总督由英国君主任命。圣赫勒拿立法委员会有15名议员，其中12名由岛民选举而出，任期四年。由2021年開始，自其中選出首席大臣。最高审判机构是最高法院。

## 经济
聖赫勒拿完全依靠英国的资助，1998年英国政府对岛上的经济援助为500万英镑。岛上主要产业有渔业、畜牧业和手工业。许多岛民离开圣赫勒拿岛去他处寻找生计；島上生產的咖啡豆頗負盛名。

## 通讯
聖赫勒拿主要依靠海底电缆和卫星通讯与其他地方联系。阿森松岛是南非到葡萄牙和英国之间的主电缆的一个重要中继站。

## 交通
聖赫勒拿没有铁路，大多数公路集中在圣赫勒拿岛上（118公里），阿森松岛上有80公里。圣赫勒拿岛上的詹姆斯敦和阿森松岛上的乔治敦是唯一的大港口。岛上仅有一个拥有铺设跑道的机场。
英国在1963年专门建造了来往于英国加的夫港、聖赫勒拿岛和南非开普敦之间的“聖赫勒拿”号定期客货船（RMS St. Helena）。该船在有需要时在阿森松岛和特里斯坦-达库尼亚群岛中途停靠。
1989年，第二艘“聖赫勒拿”号服役。圣赫勒拿岛上的机场原訂在2011年竣工，这条定期海上航线原訂被取消。但因工程延宕，至2012年始正式施工。在機場完工前，該條海上航線將繼續行駛。
機場於2016年4月竣工，令往返島的航程從數天大幅縮減至一天。不過由於機場的風切變過強，飛機须經多番嘗試方可降落，使得原定十月啟航的定期航班臨時取銷。2017年，定期航班才正式开通，而“聖赫勒拿”号無法同時停航。